# Комлева, Галина
Галина Комлева (1927—1943) — пионер-герой, связная партизанского отряда в годы Великой Отечественной войны.

## Биография
Родилась 7 июля 1927 года в посёлке Торковичи Оредежского района (ныне Лужский район) Ленинградской области. До войны успела закончить шесть классов, была отличницей. Когда началась Великая Отечественная война, Галине Комлевой было четырнадцать лет. До прихода немцев в посёлок Торковичи был сформирован партизанский отряд, командир отряда — секретарь Оредежского райкома партии И. И. Исаков. Партизанский отряд ушёл в лес до захвата фашистами посёлка Торковичи. С 18 августа 1941 года по февраль 1944 года посёлок Торковичи был оккупирован немцами. Связь с партизанским отрядом поддерживала тридцатилетняя старшая пионервожатая местной школы посёлка Торковичи — Семёнова Анна Петровна, которая организовала подпольную группу из девушек: Галя Комлева (самая младшая из группы), Елена Нечаева, Екатерина Богданова, Таисия Яковлева, которым было по восемнадцать лет.
Связной партизанского отряда была Галя Комлева, она приносила важные сведения в партизанский отряд о расположении немецких войск в посёлке Торковичи, эти сведения доставались большим трудом, они были спрятаны с продуктами, с хлебом, картошкой. От партизан Галя приносила старшей пионервожатой Анне Семёновой новое задание, вместе с комсомолкой Тасей Яковлевой Галя писала и распространяла в деревнях и посёлках листовки, полученные из партизанского отряда. В декабре 1942 года юных девушек-подпольщиц предали и они были схвачены фашистами, держали их в гестапо. Немецкие каратели долго издевались над девушками, истязали, изнасиловали Галю Комлеву, облили кипятком и продолжали пытать. Юные героини мужественно выдержали все адские пытки. Фашисты ничего не узнали о партизанском отряде, девушки были тверды и ничего не сказали карателям. Юные героини были расстреляны 20 февраля 1943 года.

## Память
Именем Гали Комлевой назван рижский теплоход «Галя Комлева». В Лужском краеведческом музее была открыта выставка, посвящённая юным героиням: Галя Комлева, Анна Семёнова, Елена Нечаева, Екатерина Богданова, Таисия Яковлева. На здании школы, в которой учились юные подпольщицы партизанского отряда в посёлке Торковичи Лужского района 5 мая 2015 года была установлена мемориальная доска, посвящённая героизму и мужеству отважным патриоткам Гале Комлевой, Анне Семёновой, Елене Нечаевой, Екатерине Богдановой и Таисии Яковлевой.

## Награды
Пионер-герой Галя Комлева была посмертно награждена орденом Отечественной войны I степени.